# 30 ROCK

《30 ROCK》(30 록)은 티나 페이가 제작하여 2006년 10월 11일부터 2013년 1월 31일까지 미국 NBC에서 방영한 텔레비전 시트콤이다. 2006년 10월 11일 파일럿 방송을 시작으로 21개의 에피소드로 시즌 1을 마무리했고, 시즌 2는 22개의 에피소드로 계획되었으나 2007-2008 미국 작가노조 파업으로 인해 15개의 에피소드로 마무리되었다. 시즌 3은 2008~2009년에 22개의 에피소드가 방송되었고, 시즌 4는 2009~2010년에 22개의 에피소드가 방송되었다. 2010년 9월부터 시즌5가 방송되고있다. 한국에서는 2009년 2월부터 케이블 채널 폭스라이프(Foxlife)를 통해 《30ROCK: 방송국 뒷담화》라는 제목으로 방영되기도 했다.

## 줄거리
《30 ROCK》의 제작 감독 겸 여주인공 티나 페이가 스케치 코미디 쇼 《Saturday Night Live》에서 2002-2006년까지 수석 작가로 지내면서 실제로 있었던 일을 각색하여 NBC 방송국에서 스케치 쇼를 만드는 배우, 작가, 방송국 간부간에 생기는 다양한 사건을 코믹하게 다루고 있다. 《30 ROCK》은 록펠러 플라자 거리 30번지라는 의미로 NBC 스튜디오가 위치한 GE(제너럴 일렉트로닉) 빌딩의 주소이다.

## 등장인물
- 리즈 레몬 (Liz Lemon, 티나 페이)
- 잭 도나기 (Jack Donaghy, 앨릭 볼드윈)
- 케네스 파셀 (Kenneth Parcell, 잭 맥브레이어)
- 제나 마로니 (Jenna Maroney, 제인 크라코스키)
- 프랭크 로시타노 (Frank Rossitano, 주다 프리드랜더)
- 트레이시 조던 (Tracy Jordan, 트레이시 모건)
- 투퍼 (Toofer, 키스 파월)
- 세리 (Cerie, 카트리나 바우든)
- 피트 혼버거 (Pete Hornberger, 스콧 애드싯)

## 시즌별 에피소드 소개

### 시즌1: 2006~2007
- 《30 ROCK》시즌1은 미국에서 2006년 10월 11일에서 2007년 4월 26일 방송되었다. 모두 21개의 에피소드로 구성되었다.

### 시즌2: 2007~2008
- 《30 ROCK》시즌2는 미국에서 2007년 10월 4일에서 2008년 5월 8일 방송되었다. 모두 15개의 에피소드로 구성되었다.

### 시즌3: 2008~2009
- 《30 ROCK》시즌3은 미국에서 2008년 10월 30일에서 2009년 5월 14일 방송되었다. 모두 22개의 에피소드로 구성되었다.

### 시즌4: 2009~2010
- 《30 ROCK》시즌4는 미국에서 2009년 10월 15일에서 2010년 5월 20일 방송되었다. 모두 22개의 에피소드로 구성되었다.

### 시즌5: 2010~2011
- 《30 ROCK》시즌5는 2010년 하반기에서 2011년 상반기에 걸쳐 방송 중이다.